# 1102 Pepita
1102 Pepita је астероид главног астероидног појаса са пречником од приближно 39,27 .
Афел астероида је на удаљености од 3,421 астрономских јединица (АЈ) од Сунца, а перихел на 2,713 АЈ.
Ексцентрицитет орбите износи 0,115, инклинација (нагиб) орбите у односу на раван еклиптике 15,790 степени, а орбитални период износи 1962,264 дана (5,372 година).
Апсолутна магнитуда астероида је 9,40 а геометријски албедо 0,199.
Астероид је откривен 5. новембра 1928. године.